# LA Ink
LA Ink är ett tv-program från 2007 till 2011 som visas på amerikanska TLC, och på svenska TV6  och som följer händelserna på tatueringsstudion High Voltage Tattoo i Hollywood. 
LA Ink är en spinoff till serien Miami Ink där Kat Von D var en av tatuerarna. Men då Kat inte kom så vidare väl överens med en av studions ägare,  Ami James, så hoppade hon av, flyttade hem till Los Angeles och startade en egen studio.
De andra tatuerarna i studion är Corey Miller, Hannah Aitchison, Kim Saigh och Kats bästa kompis Amber "Pixie" Acia. 
Seriens soundtrack för säsong 1 var "Dancing With Myself" av Nouvelle Vague.

## Kändisar tatuerade hos LA Ink
Eftersom studion ligger där den gör (i Hollywood) så är det självklart att en massa kända personer kommit dit och låtit sig tatueras. Bland annat:
- Eric Balfour, skådespelare från Six Feet Under och 24
- Steve-O, från Jackass
- Eve, rappare
- Jesse Metcalfe, skådespelare från Desperate Housewives
- Mike Vallely, professionell skateboardåkare
- Scott Ian, gitarrist från Anthrax
- Frank Iero, gitarrist från My Chemical Romance
- Jenna Jameson, porrskådespelerska, företagare, författare
- Sebastian Bach, sångare från Skid Row
- Bam Margera, professionell skateboardåkare och känd från Jackass.
- Ville Valo, sångare från HIM
- Jeffree Star, make-up artist
- Nikki Sixx, basist från Mötley Crüe
- Ronnie Radke, sångare från Falling in reverse